# Liang-dynastie
De Liang-dynastie (Traditioneel Chinees: 梁朝; Pinyin: Liáng cháo) (502–557), ook wel bekend als de Zuidelijke Liang-dynastie (Traditioneel Chinees: 南梁), was de derde van de Zuidelijke Dynastieën tijdens de Chinese periode van Zuidelijke en Noordelijke Dynastieën (420–589). De staat bevond zich in Oost-China en Zuid-China en werd in 557 vervangen door de Chen-dynastie. De Westelijke Liang-dynastie in Centraal-China bleef nog tot haar annexatie in 587 als kleine rompstaat van de Liang-dynastie fungeren.